# Oseriats
Oseriats (en llatí Oseriates, en grec antic ᾿οσερίατες) eren un poble il·liri de Pannònia que vivia a la vora del riu Dravus (Drava). No es coneix d'ells res més que el seu nom, que mencionen Ptolemeu (Geografia, II 15. § 2) i Plini el Vell (Naturalis Historia, III 28).